# 利伯蒂鎮區 (印第安納州沃倫縣)
利伯蒂鎮區（英語：Liberty Township）是位於美國印第安納州沃倫縣的一個行政鎮區。

## 地方資料
根據2010年美國人口普查的數據，利伯蒂鎮區的面積為114.00平方千米，當中陸地面積為114.00平方千米，而水域面積為0.00平方千米。當地共有人口896人，而人口密度為每平方千米7.86人。